# 1753 Mieke
1753 Mieke eller 1934 JM är en asteroid i huvudbältet som upptäcktes den 10 maj 1934 av den holländske astronomen Hendrik van Gent i Johannesburg. Den har fått sitt namn efter Mieke Oort, fru till den nederländske astronomen Jan Oort.
Asteroiden har en diameter på ungefär 19 kilometer och den tillhör asteroidgruppen Eos.